# Andrew Bennie
Andrew David Bennie (* 18. August 1956 in Auckland) ist ein ehemaliger neuseeländischer Vielseitigkeitsreiter.

## Karriere
Andrew Bennie gewann bei den Olympischen Sommerspielen 1988 in Seoul auf seinem Pferd Grayshott zusammen mit Tinks Pottinger, Maragaret Knighton und Mark Todd die Bronzemedaille im Mannschaftswettkampf des Vielseitigkeitsreitens. Im Einzelwettkampf belegte er Rang 20.
Vier Jahre zuvor wurde er auf Jade bei den Olympischen Sommerspielen 1984 37. im Einzelwettkampf und Sechster im Mannschaftswettkampf.
Bei den Olympischen Sommerspielen 2016 war Bennie Punktrichter beim Dressurreiten-Einzel.